# Liste der Monuments historiques in Pessac-sur-Dordogne
Die Liste der Monuments historiques in Pessac-sur-Dordogne führt die Monuments historiques in der französischen Gemeinde Pessac-sur-Dordogne auf.

## Liste der Bauwerke
| Bezeichnung          | Beschreibung                  | Standort | Kennzeichnung | Schutzstatus | Datum | Bild           |
| -------------------- | ----------------------------- | -------- | ------------- | ------------ | ----- | -------------- |
| Kirche St-Vincent    | Erbaut im 12. Jahrhundert     | (Lage)   | PA00083659    | Inscrit      | 2001  | weitere Bilder |
| Manoir de la Bernède | Erbaut im 16./17. Jahrhundert | (Lage)   | PA33000095    | Inscrit      | 2007  |                |

## Liste der Objekte
| Bezeichnung | Beschreibung          | Standort                        | Kennzeichnung | Schutzstatus | Datum | Bild |
| ----------- | --------------------- | ------------------------------- | ------------- | ------------ | ----- | ---- |
| Glocke      | Bronze, 1776 gegossen | in der Kirche St-Vincent (Lage) | PM33001947    | Inscrit      | 2002  |      |